# Schloss Rauenberg

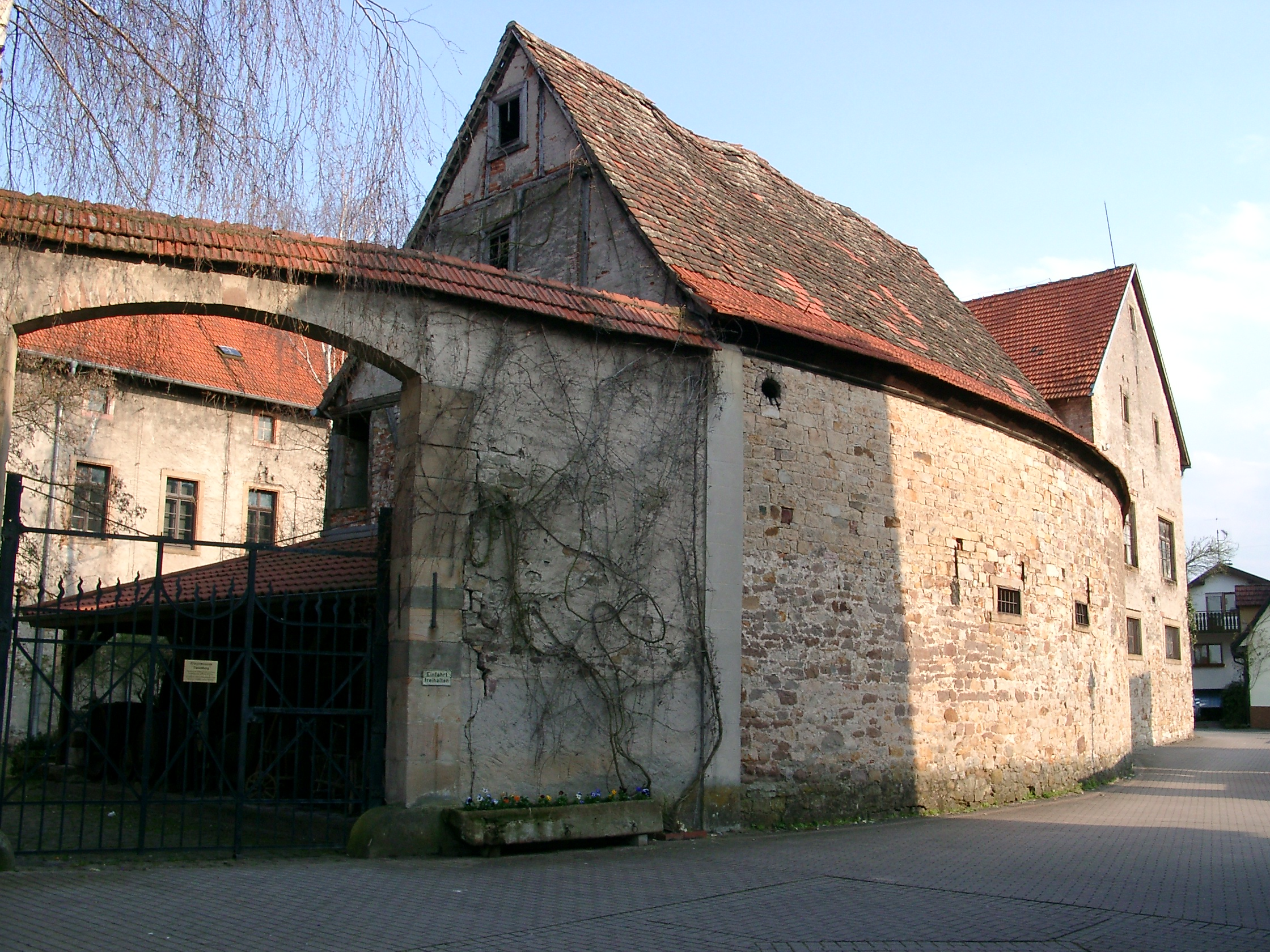
Schloss in Rauenberg

Das Schloss Rauenberg in Rauenberg, einer Stadt im Rhein-Neckar-Kreis (Baden-Württemberg), wurde ab 1737 errichtet. Das Gebäude ist ein geschütztes Baudenkmal.

## Geschichte und Beschreibung
Das Schloss wurde ab 1737 auf den Gewölben und den Grundmauern einer ehemaligen Wasserburg errichtet. Es diente dem Hochstift Speyer als Amtssitz, über dem Portal ist das Wappen des Fürstbischofs August von Limburg-Stirum (1721–1797) angebracht. Die zweigeschossige hufeisenförmige Anlage ist funktional gestaltet und ohne besonderen baulichen Schmuck. 1846 wurde der Komplex von der Heidelberger Firma Landfried erworben, die dort Zigarren, Zigarillos und Rauchtabak herstellen ließ. Die Produktion wurde 1970 eingestellt.

## Heutige Nutzung
1986 öffnete das Winzermuseum Rauenberg im Schloss seine Türen. Es zeigt zahlreiche Exponate zu den Themenschwerpunkten Weinbau und bäuerliches Dorfleben.